# Cessair
Cessair O Cesair (deletreado Ceasair en irlandés moderno; anglicizado Kesair, KAH-seer, que significa lamento, aflicción) es un personaje del Lebor Gabála Érenn, una pseudohistoria medieval cristiana de Irlanda. Según el Lebor Gabála, Cessair era la dirigente de los primeros habitantes de Irlanda, llegando antes de la inundación bíblica. El cuento puede haber sido un intento de cristianizar un mito pagano anterior, pero también puede haber sido el producto de la pseudohistoria posterior a la conversión.

## Visión general
Según el Lebor Gabála, Cessair era la hija del hijo no-bíbilco de Noé, Bith y su mujer Birren. El nombre del padre de Cessair, Bith, se deriva del Proto-Celta Bitu-, el cual puede ser interpretado como significandor "mundial", "vida", o "edad" en irlandés antiguo (cf. Bituitus).
En algunas versiones del cuento, Noé les dice que vayan al borde occidental del mundo para escapar de la inundación venidera. En otras versiones, después de que se les negadra un sitio en el Arca de Noé, Cessair le dice a su gente que hagan un ídolo para aconsejarles. Este ídolo les dice que pueden huir la inundación navegando a Irlanda. Se fueron en tres barcos y llegaron a Irlanda después de un viaje largo. Aun así, cuando intentaron desembarcar, se han perdido dos de los barcos. Los únicos supervivientes son Cessair, cuarenta y nueve otras mujeres, y tres hombres: Fintan mac Bóchra, Bith, y Ladra.
Según los Anales de los cuatro maestros, desembarcaron en Irlanda en Dún na mBarc (en la Bahía de Bantry) cuarenta días antes del Diluvio en la Edad del Mundo 2242. Según la cronología Seathrún Céitinn,  llegaron en 2361 BC.
El cuento continúa con las mujeres siendo compartidas equitativamente entre los hombres. Cada hombre tuvo una mujer como esposa principal: Fintán con Cessair, Bith con Bairrfhind, Ladra con Alba. Bith y Ladra pronto murieron, y Fintán permaneció con todo de las mujeres. Aun así, es incapaz de lidiar con ello y huye a una cueva en las montañas. Fintán es el superviviente único cuando la inundación finalmente viene. Él se convierte en un salmón tuerto, luego en un águila, y finalmente en un halcón. Vive por 5500 años después del Diluvio, se vuelve a convertir en un hombre, y recuenta la historia de Irlanda al Rey Supremo Diarmait mac Cerbaill. Fintán es así similar al personaje Tuan mac Cairill.
Según leyenda, Cessair muere en Cúil Ceasra(ch) en Connacht y un mojón, Carn Ceasra(ch), fue alzado sobre su cuerpo. Ha sido epeculadio que este mojón está cerca de Boyle en elCondado de Roscommon, o que es Cnoc Meadha en el Condado de Galway.

## Otras versiones
El arqueólogo J.P. Mallory tiene una versión diferente del cuento, en el que hay 150 mujeres y tres hombres. El primer hombre muere y es enterrado en Wexford. El segundo hombre entonces tiene 100 mujeres y pronto muere de agotamiento. Las 150 mujeres persiguen el hombre restante, quién se salva por saltar al mar convirtiendóse en un salmón.
Una versión temprana del cuento, presuntamente encontrado en el Cín Dromma Snechtai, dice que la primera mujer en Irlanda era Banba. Llegó con sus dos hermanas, Fódla y Ériu, tres hombres, y cincuenta mujeres. Banba, Fódla, y Ériu era un trío de diosas de tierra irlandesa. Sus maridos eran Mac Cuill (hijo de avellano), Mac Cecht (hijo del arado), y Mac Gréine (hijo del Sol), respectivamente. Probablemente puede que Cessair, Bairrfhind, y Alba sean sustituciones cristianizadas para las tres diosas y que Fintán, Bith, y Ladra sean sustituciones para los tres dioses. Fintán/Mac Cuill también puede ser enlazado con el Salmón de Conocimiento, el cual obtiene el conocimiento de todo el mundo después de comer nueve avellanas que cayeron a un pozo. Las mujeres quienes acompañan a Cessair aparecen por sus nombres para representar a las madres ancestrales del mundo. Incluyen a German (alemanes), Espa (españoles), Alba (británico), Triage (Tracios), Gothiam (godos), y así por el estilo. Por ello "su llegada puede ser leída como creando un microcosmos de la población del mundo entero en Irlanda". Muchos otros compañeros repiten los nombres de las diosas irlandesas antiguas.
Seathrún Céitinn también hace referencia a una leyenda en la que tres pescadores de Iberia—Capa, Lavigne, y Luasad—fueron llevados a Irlanda por una tormenta un año antes de la Diluvio. Les gustó Irlanda y regresaron a casa para recoger a sus mujeres. Regresaron poco antes del Diluvio y se ahogaron.
Según otra leyenda irlandesa medieval, Cessair es también el nombre de la hija del Rey de Gallia . Se casó con el Rey Alto de Irlanda, Úgaine Mór, ya sea en el 5.º o siglo VI a. C..